# 3724 Аненски
3724 Аненски (енгл. 3724 Annenskij) је астероид главног астероидног појаса. Приближан пречник астероида је 14,15 ,
а средња удаљеност астероида од Сунца износи 2,761 астрономских јединица (АЈ).
Инклинација (нагиб) орбите у односу на раван еклиптике је 7,733 степени, а орбитални период износи 1676,593 дана (4,590 године). Ексцентрицитет орбите астероида износи 0,166.
Апсолутна магнитуда астероида износи 11,60 а геометријски албедо 0,202.
Астероид је откривен 23. децембра 1979. године.